# Мост через Каму в Камбарке
Мост через Каму в Камбарке — объект, включающий в себя мост длиной более 1 км, находящийся у города Камбарка и входящий в автодорожный комплекс, общей длиной перехода через реки Кама и Буй 15,5 км, обеспечивающий связь транспортных потоков Татарстана, Башкортостана, Удмуртии, регионов Предуралья и ряда областей Урала.
Официальный ввод в эксплуатацию объекта состоялся осенью 2017 года. С появлением моста проезд из Ижевска в Уфу сократился на 150 километров.

## История строительства
Строительство моста через реку Каму в районе города Камбарки в Удмуртии обсуждалось ещё в советское время. Мост должен был связать Камбарский район, расположенный на другом берегу Камы, с остальной частью республики и проложить прямой путь до Уфы и Екатеринбурга. В то время доехать до Камбарки летом возможно было только на паромах, а зимой по ледовой переправе. В межсезонье транспорту приходилось двигаться в объезд.
Реализация проекта началась только в 2013 году, когда было заключено концессионное соглашение между правительством региона, ООО «Региональная инвестиционная компания» (РИК) и банком ВТБ о строительстве платных мостов через реки Кама и Буй и подходов к ним. Стоимость проекта составила 14 миллиардов рублей, из которых 1,3 миллиарда — средства регионального бюджета, 2,5 миллиарда выделил Инвестиционный фонд РФ, ещё пять миллиардов рублей — банк ВТБ в виде кредитной линии на 15 лет. Остальные средства были привлечены концессионером.
Строительство мостовых переходов через реку Кама и Буй у города Камбарка является одним из самых масштабных инвестпроектов Удмуртии за последние годы. Его главная особенность — в уникальной схеме финансирования: это первый в России региональный проект государство-частного партнёрства в дорожном строительстве.
Срок строительства был определён в 3 года. За это время планировалось соорудить четыре моста, два основных через реки Кама и Буй и два небольших перехода через реки Камбарка и Вагановка.
Масштабно подготовительная работа была закончена к концу 2013 года: был вырублен лес, подготовлена территория под производственную базу и строительство, обустроен строительный городок, была собрана бригада рабочих и строителей мостов из нескольких регионов России.
На объекте работали 800 человек, и стройка велась круглосуточно. 200 тонные блоки сваривались на земле и домкратами тянулись вперёд со скоростью 3 метра в час. Эксперты специализированной лаборатории и контроля качества вели контроль поступающего песка, щебня и бетона. К маю 2016 года комплекс был готов на 80 %, а рабочее движение по нему стартовало в ноябре. По завершении постройки мост отвечал всем современным требованиям безопасности и нагрузки.

## Основные технические характеристики подходов к мосту через реку Кама
- Пропускная способность — от 6000 до 14000 легковых автомобилей в сутки
- 2 категория дороги
- Расчётная скорость движения — 120 км/ч
- Число полос движения — 2
- Ширина полосы движения — 3,75 м.
- Ширина проезжей части — 7,75 м.
- Ширина обочины — 3,75 м.

## Протяженность всего объекта
- Общая протяженность объекта —15,505 км.
- Общая протяженность моста через реку Кама с подходами — 10,265 км.
- Общая протяженность моста через реку Буй с подходами — 5,24 км.
- Длина моста через р. Кама — 1082 м.
- Длина моста через р. Буй — 224 м.
- Длина левобережного подхода (Кама) — 3,775 км.
- Длина правобережного подхода (Кама) — 5,408 км.
- Длина подходов (Буй) — 5,016 км.
- Высота над уровнем воды — почти 27 метров